# Dariusz Wendicki
Dariusz Wendicki (ur. 30 sierpnia 1964) – polski lekkoatleta, który specjalizował się w biegu na 400 metrów przez płotki.

## Życiorys
Medalista mistrzostw Polski seniorów ma w dorobku jeden srebrny medal (Grudziądz 1988).
Rekord życiowy: 51,15 (1988).